# Dòmino

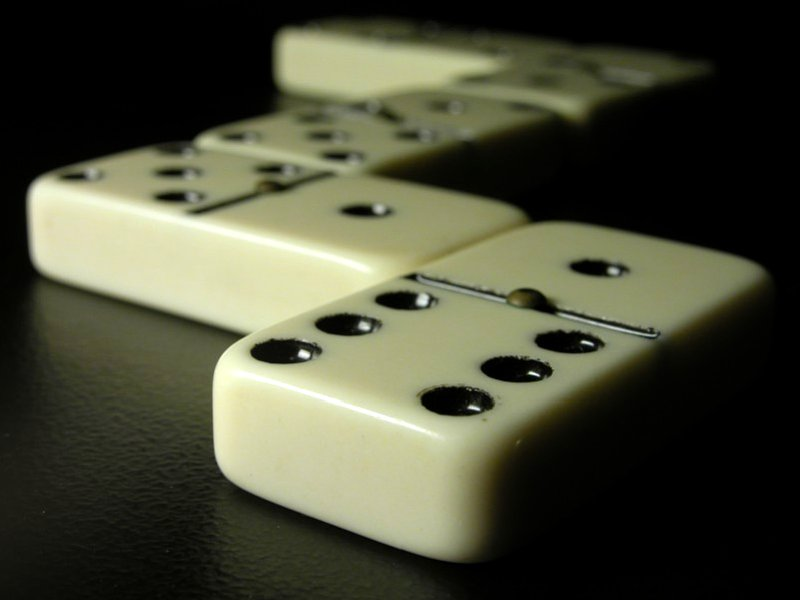
Joc de dòmino

El dòmino o dominó és un joc de taula en què hi juguen dos o tres jugadors individualment, o quatre jugadors individualment o per parelles. Es basa en un joc de 28 fitxes rectangulars amb un costat pla i llis i l'altre sovint amb un botó central que sobresurt i que permet, amb la fitxa cara cap avall, remenar-les amb facilitat. Una de les cares d'aquestes fitxes està dividida en dues parts d'igual dimensió. En cada una d'aquestes parts hi pot haver des de zero fins a sis punts. Cap de les combinacions es repeteix en tot el joc.

## Història

Fitxes del dòmino.

Va sorgir fa mil anys a la Xina a partir dels jocs de daus i la primera menció al dòmino prové de la dinastia Song de la Xina, que es troba en el text Events anteriors a Wulin, de Zhou Mi. El dòmino modern de 28 fitxes dobles i rectangulars no es coneixia a Europa fins que va aparèixer per primera vegada a Itàlia durant el segle xviii provinent del mon islàmic, però difereix bastant del dòmino xinès i, com està basat en números i matemàtiques, s'allunya de la tradició de joc d'estil europeu. És possible que el dòmino europeu s'hagi desenvolupat de manera independent o que els missioners italians a la Xina hagin portat el joc a Europa.
Les primeres regles del joc a Europa descriuen un simple joc de blocs per a dos o quatre jugadors, i regles franceses posteriors afegeixen la variant de domino à la pêche, un primer joc de sorteig i un joc de tres mans amb reserva. El primer joc de puntuació que es registrà va ser Fives, All Fives o Cribbage Dominoes, que va aparèixer el 1863 i agafà prestats els trets de puntuar per a combinacions, així com el tauler del joc de cartes de Cribbage. El 1864, The American Hoyle en descriu tres noves variants: Muggins, que és el Fives afegint la "regla dels muggins"; Bergen i Rounce; al costat del jocs de bloquejar i de robar. Totes se'n juguen encara avui al costat de jocs que han aparegut en els darrers 60 anys, com Five Up, Mexican Train i Chicken Foot, els dos últims aprofitant els jocs de dòmino més grans disponibles.
Als Països Catalans és un joc molt popular, sobretot als pobles, on s'acostuma a jugar en cafès i casals. La seva popularitat als països llatinoamericans és molt gran, particularment al Carib: Veneçuela, Colòmbia, República Dominicana, Puerto Rico, Cuba o Panamà.

## Etimologia i pronúncia
El nom del joc és d'origen francès, provinent del llatí, però no de la paraula dominus, sinó del verb dominare (dominar), i significa jo guanyo, que pronunciava el primer que es quedava sense fitxes, guanyant el joc. Al seu pas per França, el mot es va convertir en agut, pronunciat a la francesa, mentre que en català és una de les paraules que permet dues possibilitats d’accentuació (dòmino i dominó).

## Jocs de dòmino

### Dòmino xinès

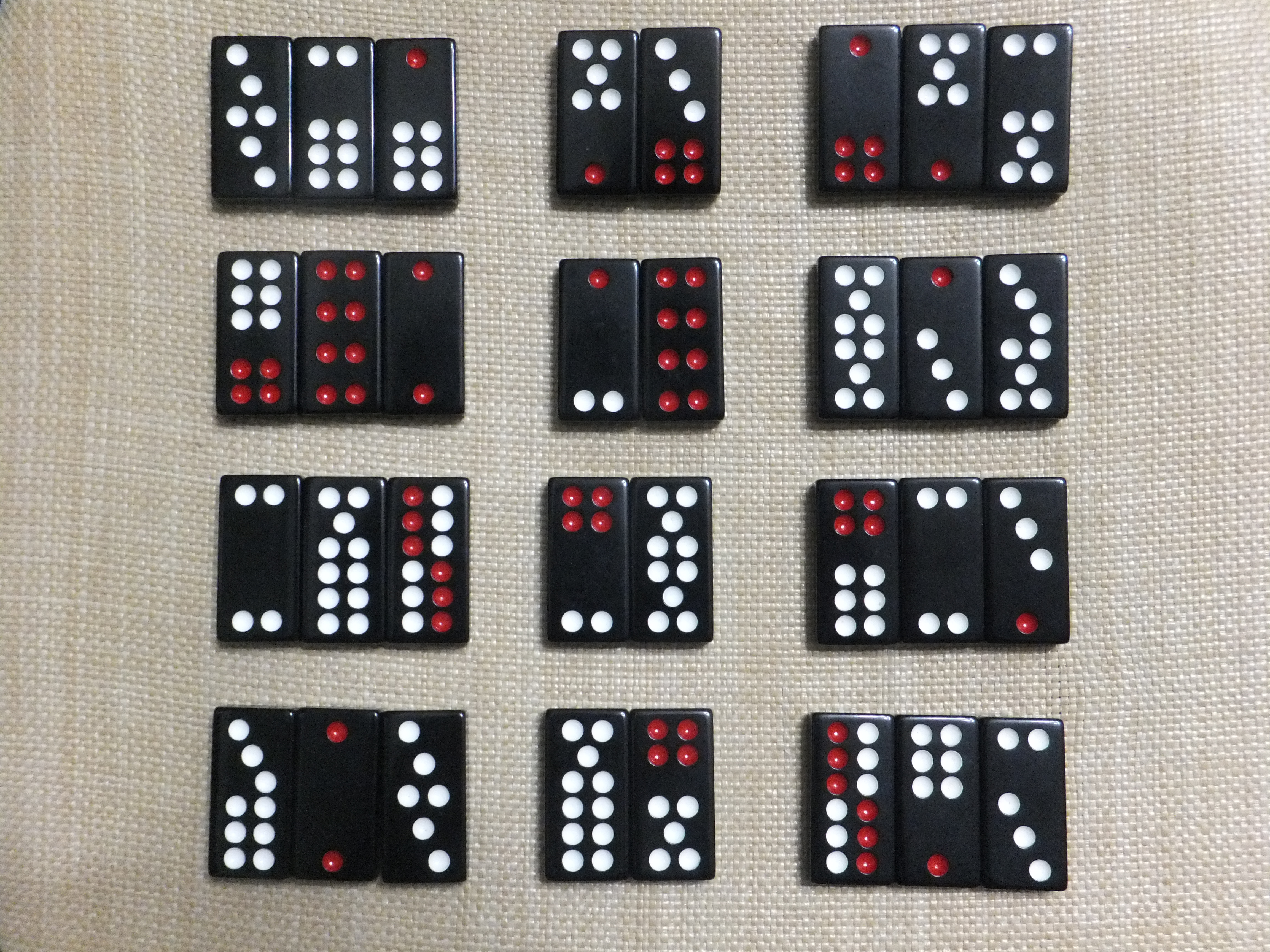
Fitxes de dòmino xinès

El dòmino xinès s'estén només a la Xina i utilitza diversos jocs amb fitxes com Tien Gow, Pai Gow, Che Deng i Tiu U. En cantonès les peces s'anomenen 骨牌 Gwat Pai, que literalment significa fitxes d'os. Cada patró de les fitxes de dòmino xinès es basa en la puntuació del llançament de dos daus senzills i, per tant, no hi ha fitxes amb zeros.
Un conjunt de fitxes de dòmino xinès inclou 32 peces dividides en grups anomenats "militars" i "civils". No hi ha marques per distingir les fitxes; el jugador simplement ha de recordar quina fitxa pertany a aquest grup. El joc de peces xinès consta de dos de cada una de les 11 fitxes civils (6-6, 1-1, 4-4, 1-3, 5-5, 3-3, 2-2, 5-6, 4-6, 1-6, 1-5) i una de cada una de les 10 militars (3-6, 4-5; 2-6, 3-5; 2-5, 3-4; 2-4; 1-4, 2 -3; 1-2). Cada fitxa civil també té un nom xinès: 6-6 és cel, 1-1 terra, 4-4 és humà, 1-3 oca, etc. Les fitxes civils s'ordenen en funció del seu significat cultural xinès, que cal memoritzar. Per exemple, el cel val més que la terra; la terra val més que l'humà, etc.
No s'ha de confondre el dòmino xinès amb el Mahjong, on s'utilitza un tipus de fitxa completament diferent.

### Cartes de dòmino
Una altra variant del dòmino és el dòmino de cartes, un joc de cartes que es pot jugar amb una baralla de 40 o 52 cartes. Es pot jugar amb 2, 3 (pujant un as o un rei), 4, 5 i 8 jugadors.

### Dòmino cubà
El dòmino de nou o dòmino cubà és una variant del dòmino clàssic, amb fitxes de fins a 9. A diferència del dòmino tradicional -doble sis-, que es juga amb 28 fitxes, en aquest mode s'utilitzen 55 fitxes (30 parells i 25 senars), els valors de les quals oscil·len entre zero i nou i sumen en total 459 punts.

## Modalitats de joc
Hi ha moltes variants de joc, algunes més establertes que d'altres en funció de les tradicions locals.

### Clàssic
La modalitat més habitual als Països Catalans és la clàssica, amb el procediment següent, tan sigui de manera individual com per parelles, i en aquest cas els jugadors se situen en llocs oposats a la taula:
Les fitxes es posen de cap per avall, es barregen i es reparteixen set fitxes a cada jugador. El jugador que té el sis doble comença el joc. A partir dels extrems del joc es poden col·locar fitxes unint les caselles lliures del joc que hi ha a taula amb una casella igual de les fitxes que té cada jugador. En el cas que un jugador no pugui tirar cap de les fitxes, el jugador passa el seu torn al jugador de la seva esquerra. Cada jugador pot jugar només una fitxa per torn. El primer jugador que es desfà de totes les fitxes anuncia "Dòmino!" i guanya. Si cap dels jugadors pot jugar, el joc acaba en bloqueig, tots els jugadors giren les fitxes de les mans cara amunt, compten les punts de cada fitxa i les sumen. El jugador amb el total més baix guanya la partida i guanya els punts de totes les fitxes que queden a les mans dels oponents.
En cas que no hi hagi quatre jugadors, la resta de fitxes es deixen en reserva i en cas que cap jugador tingui el sis doble, inicia el cinc doble i així de manera descendent amb tots els dobles. Si cap jugador té un doble l'enceta aquell que tingui la fitxa amb un nombre més gran de punts: el 5-6, el 4-6, etc. En el cas que un jugador no pugui tirar cap de les fitxes ha d'anar robant fitxes de les de reserva, fins que pugui tirar-ne una. Un cop esgotades aquestes, el jugador que no pugui tirar cap fitxa ha de passar. Es diu que un jugador "roba" quan pren fitxes del munt que ha restat sense repartir.

### Five-Up
El Five-Up, All Fives o Dòmino del cinc és una variant en què l'objectiu és formar cadenes i esgotar totes les fitxes disponibles, però tenint en compte una norma més que el joc clàssic. Un joc d'aquesta variant de dòmino es pot jugar amb 2, 3, 4, 5 o 6 jugadors, i normalment es juga a 50, 100, 250 o 500 punts. El jugador obté punts addicionals quan els extrems lliures sumen un múltiple de cinc (5, 10, 15, 20, etc.). Per tant, els jugadors aconsegueixen punts fins i tot durant el joc, quan el total dels extrems de la cadena és divisible per cinc. La suma dels extrems s'anomena "recompte de testes". Al Five-Up, la primera fitxa no ha de ser doble. La primera fitxa doble inserida a la "serp" es diu Spinner i es pot ajuntar amb altres fitxes amb el mateix nombre de punts a les quatre vores, cosa que no ja és possible fer amb les altres fitxes dobles inserides posteriorment.
Guanya la ronda el jugador que acabi les fitxes primer o tingui el menor nombre de punts a les fitxes. Qui guanya o es queda sense fitxes primer, guanya d'aquesta manera, a més de la puntuació obtinguda durant el joc, la suma dels punts de les fitxes dels oponents arrodonides al múltiple més proper de cinc (amunt o avall). La mà següent l'obre el jugador a l'esquerra del que va començar el joc, en ordre horari.
En un punt mort, és a dir, quan cap jugador pot afegir fitxes, el jugador o la parella amb menys punts guanya i marca els punts corresponents al nombre de punts de les fitxes dels oponents menys la quantitat dels seus propis punts de les fitxes, arrodonides al múltiple més proper de cinc. Si els jugadors es troben amb les mateixes puntuacions, la mà es cancel·la.

### Texas 42
El joc tracta d'endevinar quants dels 42 punts en joc es juguen en una mà. Si un encerta guanya els punts anunciats pel company. Si es tenen a la mà almenys 3 fitxes del mateix número, es considerarà una bona mà per jugar, serà el vostre triomf si es guanya l’oferta. Si es tenen 1 o 2 dobles a més de 3 fitxes del mateix número es considera una mà forta.
Les apostes han de ser entre 30 i 42, i cada aposta ha de ser major que l'anterior. El jugador de torn juga una fitxa de triomf i la resta de jugadors, de triomf, si poden, i si no, de qualsevol altre. Una fitxa del número de triomf guanya automàticament sobre altres fitxes jugades. Cada mà guanyada dona un punt, i les fitxes que sumen 5 (0-0, 1-4 i 2-3) sumen cinc punts, i les fitxes que sumen 10, (4-6, 5-5) sumen deu punts.

## Competició
El dòmino es juga a nivell professional, amb nombroses organitzacions i clubs de jugadors de dòmino aficionats en tot el món, algunes d'elles organitzen competicions internacionals, com el World Domino Championship, que organitza la International Domino federation, o el Domino World Championshipque organitza la International Domino Federation.

## El dòmino i la salut
El joc del dòmino fomenta l'exercici de la memòria visual, l'agilitat mental i la concentració, a més d'establir lligams entre els jugadors, de manera que es considera una eina adient per a la prevenció del deteriorament cognitiu i la promoció del benestar de la memòria entre la gent gran, de forma lúdica i motivant.

## El dòmino en la cultura
Sense estar relacionat amb el joc del dòmino, hi ha un entreteniment consistent a col·locar fitxes de dòmino formant circuits, de manera que tombant la primera caiguin la resta en successió. Aquest joc té campionats propis, on es premia la longitud del circuit i la bellesa de la figura que formen les fitxes. Aquest entreteniment ha donat nom a l'efecte dòmino, quan s'encadenen causes i conseqüències en qualsevol àmbit cultural.

Il·lustració de la teoria del dòmino a Àsia

La teoria del dòmino és el nom que rep la política exterior dels Estats Units d'Amèrica de la dècada de 1950 a la del 1980 i estava basada en la suposició que si un país queia sota la influència del comunisme, els seus veïns el seguirien, amb la qual cosa els americans perdrien influència en la Guerra Freda. La teoria justificava la intervenció en estats allunyats aparentment dels interessos estatunidencs per tal de mantenir l'hegemonia mundial. Noam Chomsky afirma que aquestes intervencions eren en indrets on es duien a terme millores per al benestar dels ciutadans que podien servir de "mal exemple" per a altres països sotmesos als interessos capitalistes. El concepte va ser recuperat per George Walker Bush per justificar la invasió de l'Iraq del 2003 i que fos el primer país de l'Orient Mitjà a transformar-se en democràtic.